# Jararaca lándzsakígyó
A jararaca lándzsakígyó (Bothrops jararaca) a hüllők (Reptilia) osztályának a pikkelyes hüllők (Squamata) rendjébe, ezen belül a viperafélék (Viperidae) családjába és a gödörkésarcú viperák (Crotalinae) alcsaládjába tartozó faj.

## Előfordulása
Megtalálható Délkelet-Brazíliában, Észak-Argentínában, Északkelet-Paraguayban, São Paulóban, Rio de Janeiro környékén, valamint Sao Sebastiao szigetén.
Kedveli az erdei tisztásokat, erdőirtásokat, művelt területeket, szinte mindenféle élőhelyen előfordul.
1000 m tengerszint feletti magasságig megtalálható.

## Megjelenése
Az élőhelyén található más lándzsakígyófajoktól nehéz megkülönböztetni. 

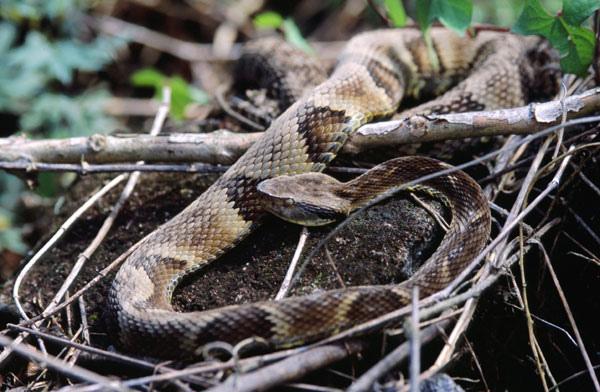

A testük karcsú, átlagos hosszuk 60–100 cm, de találtak már 160 cm-es példányt is. A nőstények hosszabbak, erősebb mérgűek és súlyuk is nagyobb, körülbelül 220-, míg a hímek mindössze 40 g-osak.
Pikkelyei fénytelenek, gyakran sötét színűek.
Testük színe annyira változatos, (olíva, szürke, barna, sárga, vagy majdnem teljesen fekete), hogy jellegzetességként nem meghatározó. Színmintázatuk geometrikus, a háromszög alakú foltok a hátoldal közepén találkoznak, de néha annyira sötét a pigmentáció, hogy szinte alig látszanak.  A fiatalakon még általában jól látható, ezért jellemzőnek mondható.  
Fejük nagy, melyhez hosszú méregfogak tartoznak. Háromszögletű alakjáért a szemek mögött lévő nagy méregmirigyek felelősek. A fejtetőn lándzsahegyre emlékeztető rajzolat látható, erről kapták a nevüket. Hegyes arcorra van, a szemek és az orr között hőérzékelő gödrök találhatóak, feje mindkét oldalán, ennek segítségével kitűnően vadászik teljes sötétségben is. Szeme pupillája függőleges.

## Életmódja
Nappal általában a fák lomjai között pihennek, éjszaka aktívak, főleg az esős, meleg hónapokban, a hidegebb hónapokban kevésbé, ezzel is magyarázható rendszertelen étkezésük. A fiatalok idejük nagyrészét a fákon töltik, hogy elkerüljék a ragadozókat. 
Álcázó színükkel szinte észrevehetetlenek. A farkuk hasonló a rovarlárvákhoz, mozgatva odacsalogatják a kisebb rágcsálókat és rendkívül erős mérgükkel végeznek velük.
Rájuk is sokféle faj vadászik, más kígyók, emlősök, sőt madarak is. Főként oposszumokat figyeltek meg, hogy sokat elpusztítanak belőlük. 
Fogságban 6-7 évig élnek, a természetből nincsenek adatok.

## Tápláléka
Apró emlősök, madarak, gyíkok, békák, ízeltlábúak.

## Szaporodása
Az udvarlás és a párzás április és május között történik. Szaporodás előtt a hímek viaskodnak a nőstényekért, majd a győztes hím több nősténnyel is párzik, melyek általában 10-14 utódot hoznak a világra, de akár 20 ivadékuk is lehet. Elevenszülő, a tojások kikelnek az állat testében és már teljesen kifejlett kiskígyók jönnek a világra. Valószínűleg a nőstények csak két évente szaporodnak.

## Mérge
Mérge nagyon erős izom- és sejtméreg. Hemorágiát, végzetes belső vérzést okoz áldozatainál.
Embereknél is sokszor halálos kimenetelű a marás, (200 mg a végzetes adag), de a túlélőknél is jelentős lehet a szövetkárosodás, tartós rokkantság és végtag amputáció.
Ígéretes kísérleteket végeznek mérgével a vérnyomás csökkentésére. Sergio Ferreira brazil orvos kezdte el tanulmányozni, kivont belőle egy bradikinin potencírozó faktort (BPF).

## Helyi elnevezései
Caissaca, Cola Branca, Jaraca, Jararaca, Jararaca da Matta Virgem, Jararaca do Campo, Jararaca Comum, Jararaca do Cerrado, Jararaca Dominhoca, Jararaca Dormideira, Jararaca do Mato, Jararaca do Rabo Branco, Jararaca Preguicosa, Jararaca Verdadeira, Malha de Sapo, Yarara, Yararaca, Yararaca Perezosa.